# Nam bạo dâm (BDSM)
Nam bạo dâm hay nam thống dâm (tiếng Anh: maledom) chỉ đến hoạt động BDSM trong đó người nam đóng vai trò thống trị, và bản thân người nam sẽ được gọi là boss, daddy, bull, chủ nhân, ông chủ hay cậu chủ tùy thuộc vào sở thích cá nhân cũng như bối cảnh BDSM được lựa chọn. Ở Việt Nam, cách gọi "boss" xưng "con" là phổ biến hơn cả, trong khi người nữ đóng vai trò phục tùng thường tự nhận mình là "bồn chứa tinh" hoặc "chó cái".
Thực tế hoạt động thống dâm vẫn xảy ra phổ biến đối với nhiều mối quan hệ BDSM và rất nhiều các mối quan hệ tình dục khác, có thể kể đến đa dạng các hình thức tôn thờ cơ thể, tôn thờ dương vật và tinh hoàn, tôn thờ mông, liếm mút dương vật, sùng bái bàn chân, kẻ khiêu khích, người trốn tránh/chối bỏ kích thích tình dục; hay như việc trừng phạt thể xác bao gồm: đánh đít, hành hạ vú, đánh đòn, vụt bằng roi, khước từ hoặc kìm hãm cực khoái cũng như sỉ nhục bằng lời nói, vả vào mặt, giựt tóc, nhỏ sáp nóng lên bộ phận sinh dục, nhổ nước bọt hoặc thức ăn thừa, tưới/phun nước thánh, "cưỡng ép" giữ trinh và đút dương vật vào miệng.
Một nghiên cứu năm 1995 chỉ ra rằng 71% nam giới dị tính ưa thích vai trò thống trị-chủ động hơn, nhưng một nghiên cứu gần đây hơn từ năm 2015 lại cho thấy rằng chỉ có 29,5% nam giới tham gia vào hoạt động BDSM bày tỏ thái độ yêu thích vai trò thống trị hơn cả, 24% tự xem mình là đổi vai linh hoạt và có đến 46,6% nam giới ưa thích vai trò phục tùng-thụ động hơn.

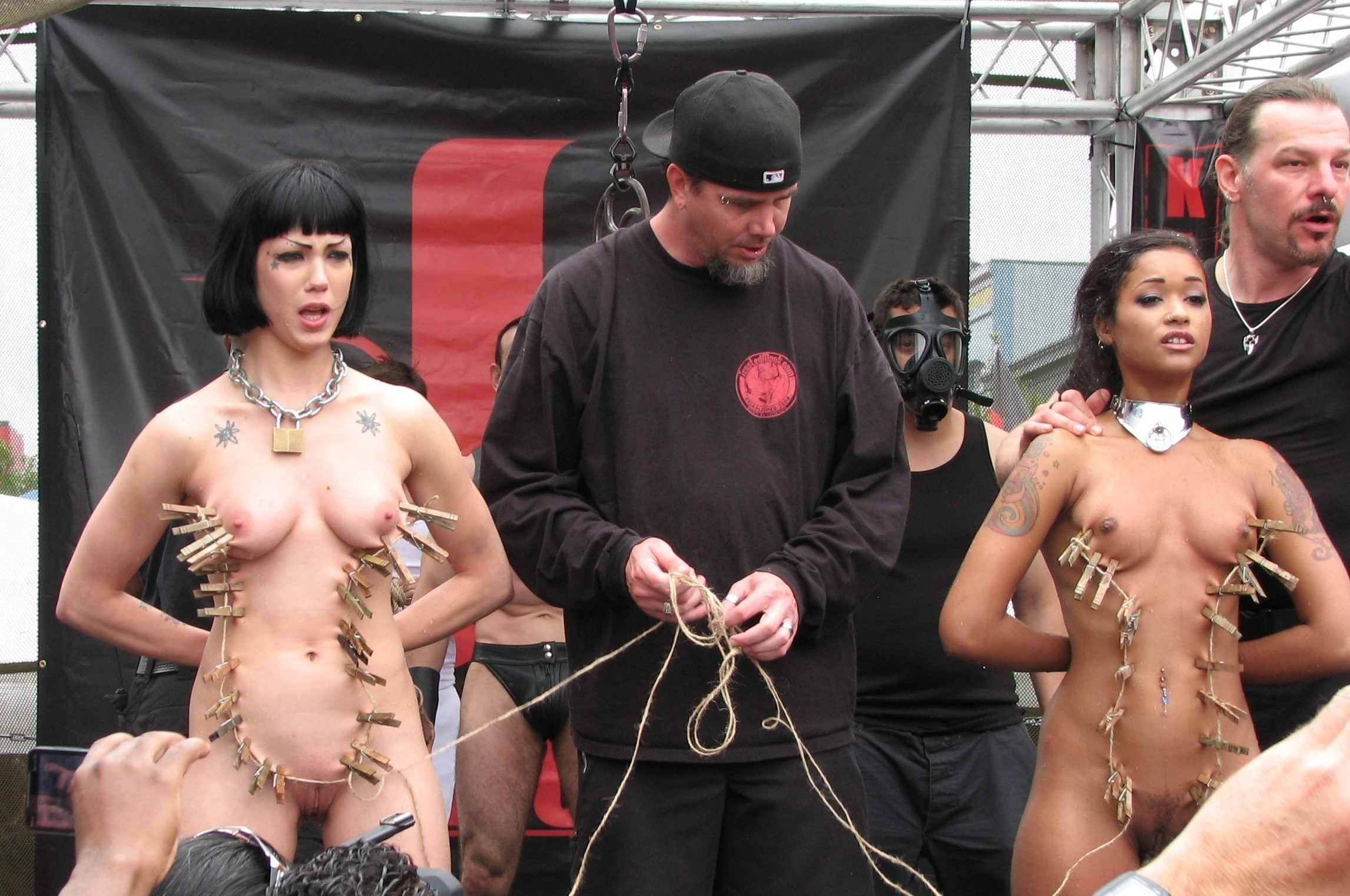
Hoạt động nam thống dâm công khai tại triển lãm Folsom Street Fair, Hoa Kỳ